# Бенешова, Хана
Хана Бенешова (чеш. Hana Benešová), урождённая Анна Влчкова (чеш. Anna Vlčková); (16 июля 1885[…], Domaslavice — 2 декабря 1974, Прага) — президент чехословацкого отделения Международного Красного Креста (после 1945 года), жена второго президента Чехословакии Эдварда Бенеша.

## Биография
Родилась в семье Вацлава и Йозефы Влчковых и была названа Анной. Отец работал смотрителем на станции, мать — портнихой. Вацлав в юности обучался на портного, но после окончания учебы не работал по специальности. В течение 10 лет подрабатывал в военных оркестрах. В 1881 году женился на Йозефине — дочке фермера. Анна обучалась в школе, но в 1899 году старшая сестра брата Ева Шулцовае забрала её в Прагу, где тетка служила экономкой у богатой пражской дамы. Там Анна начала обучаться в Промышленном училище, затем в торговой школе.
Со своим будущим мужем Анна Влчкова познакомилась через друзей в Париже на лекциях по французскому языку, истории и литературе в Сорбонне. В мае 1906 года состоялась помолвка Анны и Эдварда, после нее они оба поменяли имена; Анна стала Ханой, Эдуард стал называть себя Эдвардом. 6 ноября 1909 года пара венчалась в Праге в костеле св. Людмилы в Королевских Виноградах. В свидетельстве о браке имена супругов записаны как Эдуард и Анна.
В сентябре 1915 года Бенеша отправили в ссылку. Хана Бенешова провела в общей сложности одиннадцать месяцев в тюрьме из-за политической деятельности мужа за границей. С Эдвардом не встречалась до начала 1919 года.
Единственная беременность Ханы закончилась выкидышем.

### Первая республика и период изгнания
Во времена Первой республики стала известна как жена министра иностранных дел, а затем и президента республики Бенеша. Во время Второй мировой войны работала в Международном Красном Кресте, а после 1945 года стала президентом его чехословацкого отделения. До коммунистического переворота февраля 1948 года в честь Бенешовой были названы многочисленные учреждения Чехословакии.

### Последние годы жизни
При коммунистическом режиме Хана Бенешова прожила 26 лет. Она получала пенсию, государство оплатило ей благоустроенную квартиру с отдельным входом и террасой. До конца жизни она содержала водителя служебной машины, домработницу и горничную. Однако в середине шестидесятых годов квартира Ханы Бенешовой была разделена на две квартиры с подселением одной из племянниц покойного президента Божены Ключковой и ее мужа Льва Ключка.
Хана Бенешова посещала концерты классической музыки и художественные выставки. Она принимала высокопоставленных посетителей. С властями страны была негласная договоренность о том, что бывшая первая леди не будет заниматься политикой. Во время Пражской весны 1968 года дважды выступала на публике, впервые с 1948 года. Долгие годы люди узнавали Бенешову в трамвае и вставали в знак уважения.
Умерла 2 декабря 1974 года в квартире на Лоретанской площади. Информацию о похоронах коммунистические газеты опубликовали только в понедельник 9 декабря, то есть после похорон, состоявшихся в субботу 7 декабря 1974 года. Похоронена рядом с мужем в могиле на территории виллы в Сезимове-Усти. В своем завещании Бенешова завещала свою виллу Гуситскому музею в Таборе при условии, что там должен быть построен мемориал Эдварду Бенешу. Это условие не было выполнено. Виллу некоторое время использовал премьер-министр Чехословацкой Республики Любомир Штроугал. Вблизи виллы был построен небольшой музей доктора Эдварда Бенеша в составе Гуситского музея Табора.